# Max Fleiuss
Max Fleiuss (* 2. Oktober 1868 in Rio de Janeiro; † 31. Januar 1943 ebenda) war ein brasilianischer Journalist und Schriftsteller.

## Leben
Fleiuss hatte familiäre deutsche Wurzeln; sein Vater war der aus Deutschland eingewanderte Henrique Fleiuss.
Mit zwanzig Jahren wurde Fleiuss 1888 Sekretär des brasilianischen Außenministers. Als solcher hatte er auch gelegentlich Kaiser Pedro II. zu berichten. Später holte man ihn in die Verwaltung des Instituto Histórico e Geográfico Brasileiro.
Zeit seines Lebens schrieb Fleiuss für Zeitungen bzw. Zeitschriften wie „A semana“, „O século XX“, „A renascença“ und andere.

## Ehrungen
- 1924 Ehrendoktorwürde der Universidad Nacional de La Plata
- In Barra da Tijuca, einem Stadtteil von Rio de Janeiro wurde ihm zu Ehren eine Straße nach ihm benannt.

## Werke (Auswahl)
- A batalha do passo do Rosário. 1923.
- Centenário de Ayacucho. 1925.
- O centenário de Henrique Fleiuss. 1923.
- Centenários do Brasil. 1901.
- Dom Pedro II. 1940.
- Francisco Manuel e o Hino Nacional. 1916.
- A imperatriz D. Teresa Cristina Maria. 1922.
- Ouro Prêtp. 1931.
- Páginas Brasileiros. 1919.
- As principais associações literárias e científicas do Brasil 1724-1838. 1917.
- Quadros da História Pátria. 1918 (zusammen mit Basilio de Magalhães).
- Río Branco. 1931.